# Амадор (тауншип)
Амадор (англ. Amador) — тауншип в округе Шисаго, Миннесота, США. На 2000 год его население составило 744 человека.

## География
По данным Бюро переписи населения США площадь тауншипа составляет 79,2 км², из которых 77,5 км² занимает суша, а 1,7 км² — вода (2,09 %).

## Демография
По данным переписи населения 2000 года здесь находились 744 человека, 264 домохозяйства и 199 семей.  Плотность населения —  9,6 чел./км².  На территории тауншипа расположено 282 постройки со средней плотностью 3,6 построек на один квадратный километр. Расовый состав населения: 98,79 % белых, 0,27 % афроамериканцев, 0,27 % азиатов, 0,40 % — других рас США и 0,27 % приходится на две или более других рас. Испанцы или латиноамериканцы любой расы составляли 0,94 % от популяции тауншипа.
Из 264 домохозяйств в 34,5 % воспитывались дети до 18 лет, в 67,0 % проживали супружеские пары, в 3,0 % проживали незамужние женщины и в 24,6 % домохозяйств проживали несемейные люди. 15,2 % домохозяйств состояли из одного человека, при том 5,3 % из — одиноких пожилых людей старше 65 лет. Средний размер домохозяйства — 2,82, а семьи — 3,18 человека.
29,0 % населения — младше 18 лет, 6,3 % — в возрасте от 18 до 24 лет, 30,4 % — от 25 до 44, 24,6 % — от 45 до 64, и 9,7 % — старше 65 лет. Средний возраст — 38 лет. На каждые 100 женщин приходилось 117,5 мужчин.  На каждые 100 женщин старше 18 приходилось 114,6 мужчин.
Средний годовой доход домохозяйства составлял 55 000 долларов, а средний годовой доход семьи —  57 143 доллара. Средний доход мужчин —  40 000  долларов, в то время как у женщин — 27 344. Доход на душу населения составил 22 759 долларов. За чертой бедности находились 1,0 % семей и 2,5 % всего населения тауншипа, из которых 1,0 % младше 18 и 3,5 % старше 65 лет.